# Kutama (stam)
De Kutama was een Berberse stam, oorspronkelijk afkomstig uit Jijel. Zij maakten onderdeel uit van de Sanhaja en speelden een belangrijke rol in de opkomst van het Kalifaat van de Fatimiden. Hun rol in de dynastie was zo groot, dat Ibn Khaldun de dynastie rekende tot de Berberse dynastieën.
Zij steunden de Fatimiden in hun vroege veroveringstochten in Tunesië en Algerije aan het begin van de 10e eeuw. Toen de Fatimiden Egypte met een Berbers leger binnen trokken en dat land veroverden, bestond dat leger voornamelijk uit leden van de Kutama. Hun rol binnen het leger was van zo'n groot belang dat er een ministerie van de Kutama werd opgesteld. De stam was vrijgesteld van het betalen van belasting en kreeg vele privileges.
Toen de Fatimiden het huidige Syrië binnenvielen en daar een grote nederlaag opliepen tegen Turkse troepen, kwam een belangrijke tekortkoming van de Berberse militairen naar voren. Waar de Turkse troepen in het Midden-Oosten effectief gebruik maakten van boogschutterij, waren de Berbers daar minder sterk in. Om dit op te lossen introduceerde de vijfde Fatimidische kalief Turkse en zwarte soldaten in zijn legers, waarbij iedere etnische groep gespecialiseerd werd in een bepaalde tactiek: de Kutama waren met lansen bewapende cavalerie, de Turken waren boogschutters te paard, enz.
Deze veranderingen zorgden voor spanningen bij de ooit overheersende Kutama over de toenemende invloed van vooral de Turkse soldaten. Aan het begin van de 11e eeuw duwde de Kutama Ibn 'Ammar naar voren als leider van de divan van de Fatimiden. Deze Ibn 'Ammar was zelf een Kutama Berber en bevoorrechtte de Kutama dan ook ten opzichte van de andere groepen. De Turken, onder leiding van Manjutakin, deden in het jaar 1001 een poging om de macht te grijpen, maar werden in centraal Palestina verslagen door de Kutama. In plaats van het onderdrukken en straffen van het Turkse element, probeerde Ibn 'Ammar de Turken aan zijn zijde te krijgen. In de decennia die volgden lukte het de Turken hun macht te vergroten en uiteindelijk werd Ibn 'Ammar  door de Turken afgezet, waarna zij hun eigen leider van de diwan installeerden. Enkele jaren later, in 1020, vormden de Kutama en Turkse soldaten een coalitie tegen de zwarte troepen, die in opstand waren gekomen tegen de voortrekkerij van de andere twee partijen.
In 1060 gingen de zwarte en Turkse troepen elkaar te lijf in een burgeroorlog. Voor de kalief was dat de druppel, die ertoe leidde dat hij het hele leger reorganiseerde, met een herverdeling van de verschillende etniciteiten over het hele rijk. De Kutama zouden daarmee hun vooraanstaande positie langzaam kwijtraken.
De stad was mogelijk dezelfde als de Ucutumani uit de Byzantijnse bronnen. Het cultureel landschap Ketama in het Marokkaanse Rifgebergte getuigt van hun aanwezigheid in dat gebied.